# Ad-Dakka

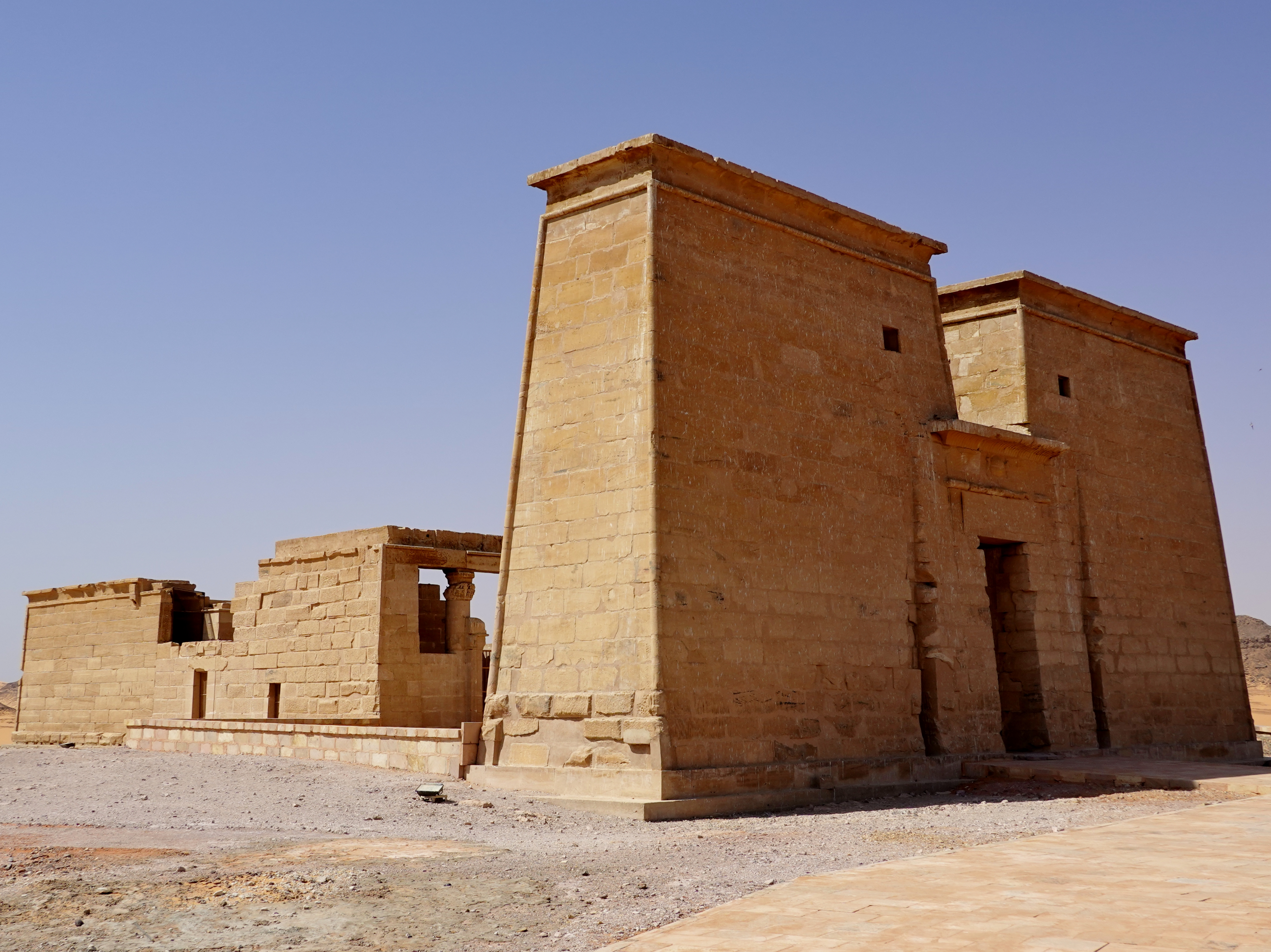
Der Thot-Tempel von Dakka

Ad-Dakka (arabisch الدكة, DMG ad-Dakka, auch el-Dakka, ägyptisch: Pselqet, griechisch: Pselchis) war ein Ort in Unternubien, der ca. 100 km südlich von Aswan lag.
Hier stand ein Thot-Tempel, der von dem meroitischen König Arqamani erbaut worden ist, der hier zunächst eine kleine Kapelle errichtete. Die Kapelle wurde von den ägyptischen Königen Ptolemaios IV. und Ptolemaios VIII., sowie von den römischen Kaisern Augustus und Tiberius erweitert und zu einem richtigen Tempel ausgebaut. Der Tempel hatte zwei Sanktuarien, eines von Arqamani und ein weiteres, dahinterliegendes und von Augustus errichtetes.
Beim Bau des Assuanstaudammes wurde der Tempel abgebaut und nach es-Sebua versetzt. Der Tempel steht seit 1979 auf der Weltkulturerbeliste der UNESCO.
Nach dem Ort ist das Titularbistum „Pselchis“ der römisch-katholischen Kirche benannt. Der Tempel selbst wurde wahrscheinlich im 6. Jahrhundert in eine Kirche umgewandelt. Malereien von christlichen Heiligen wurden noch im 19. Jahrhundert von Reisenden beschrieben.